# 富源文庙
富源文庙，即曲靖府平彝县文庙，位于云南省曲靖市富源县中安街道太和社区太和街291号，始建于明正德九年（1514年），清康熙七年（1668年）迁今址，同治十三年（1874年）重修。现存泮池、大成门、大成殿、两庑、魁星阁:41。大成殿坐北向南，五开间，单檐歇山顶建筑。1998年11月13日公布为第五批云南省文物保护单位（中山礼堂及文庙建筑群）。

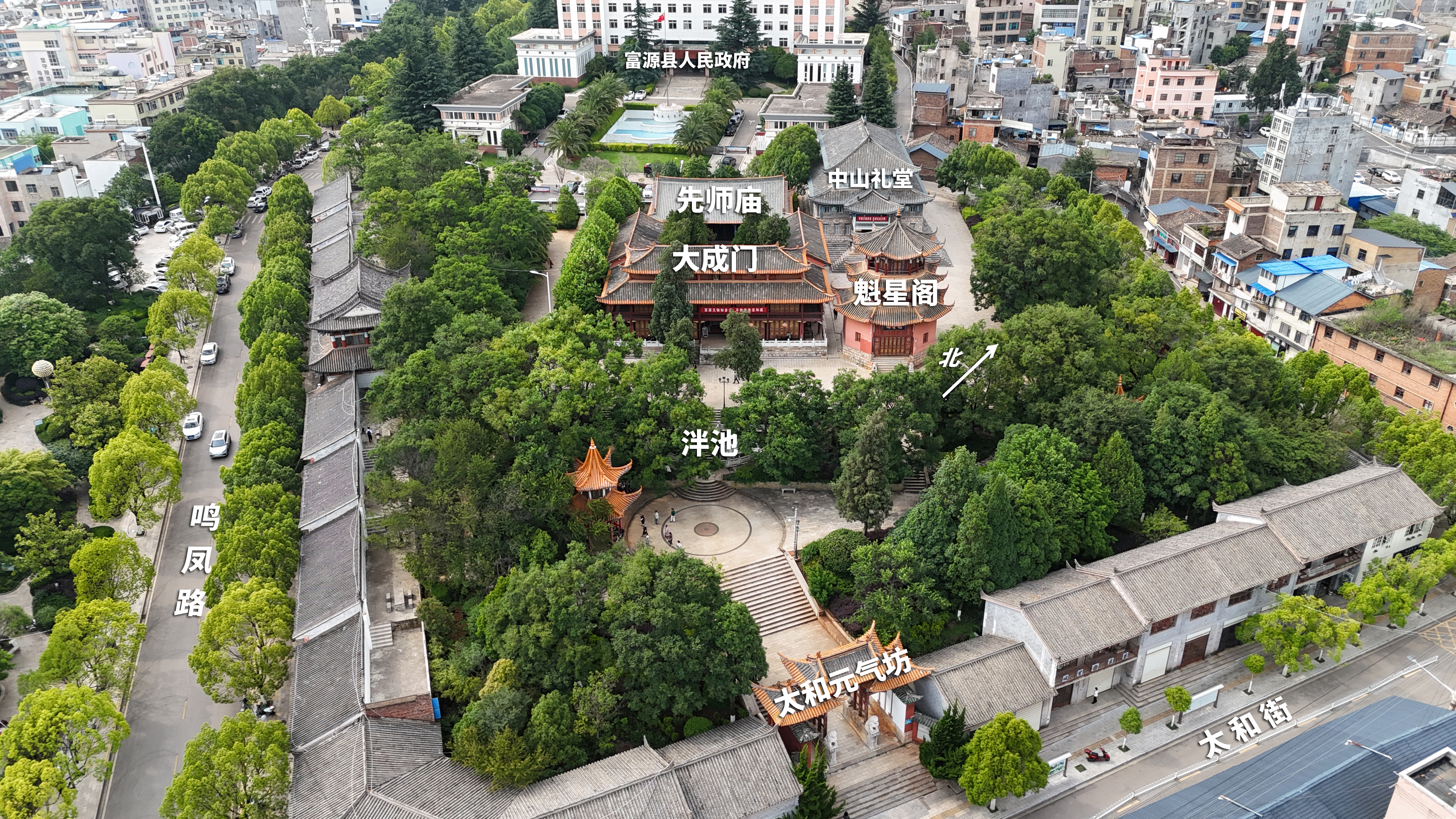
航拍（带标注）
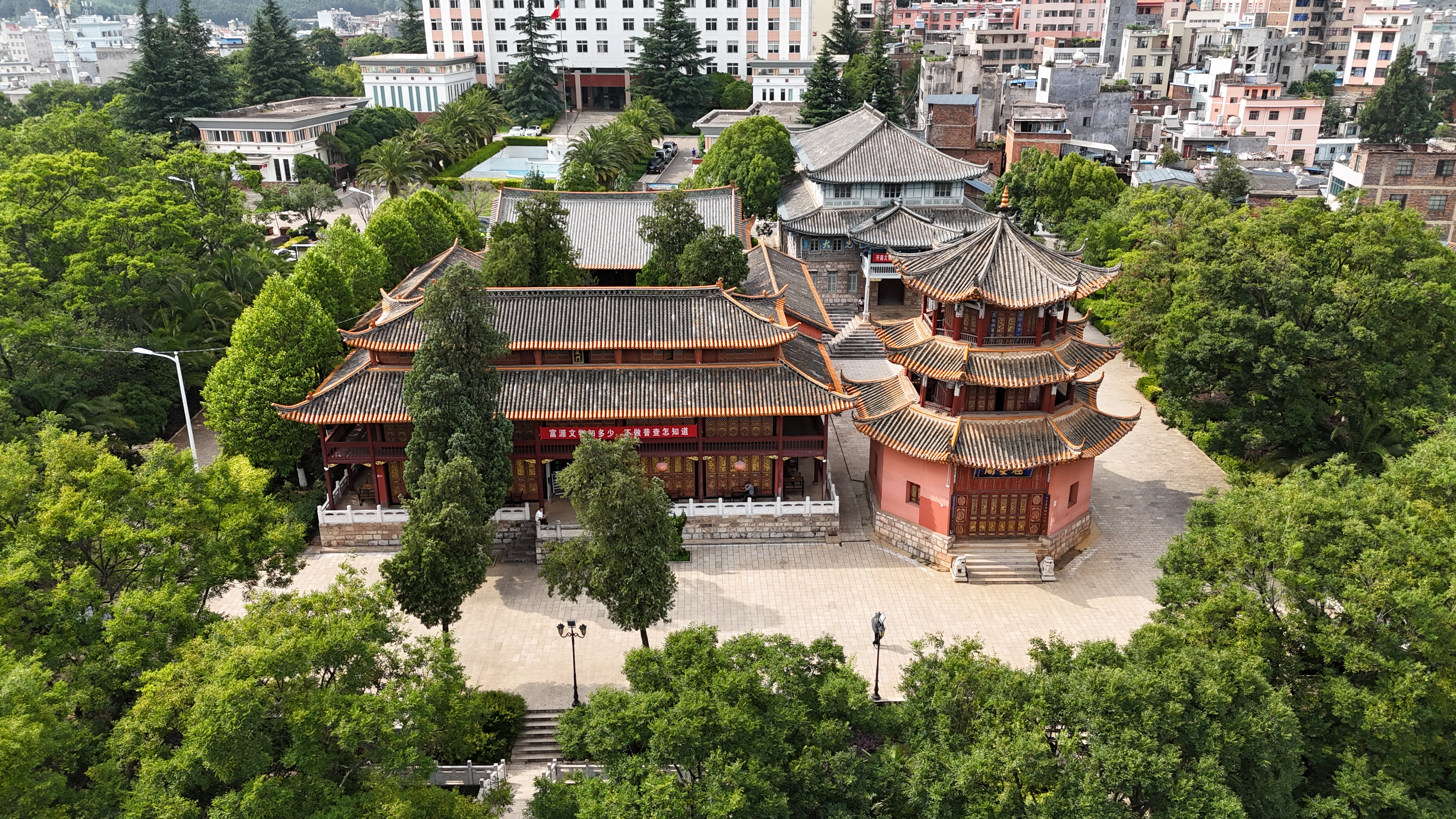
航拍
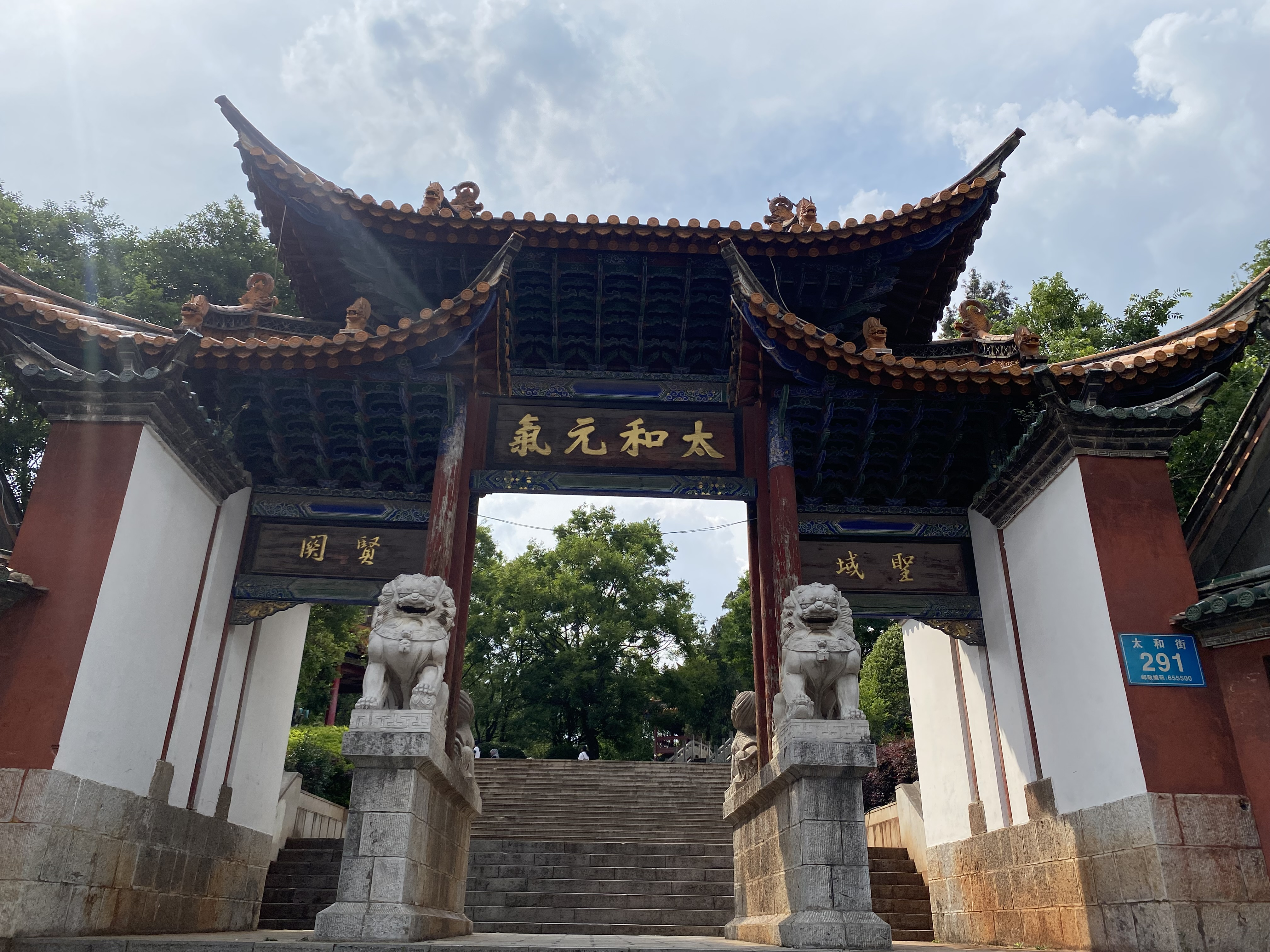
太和元气坊
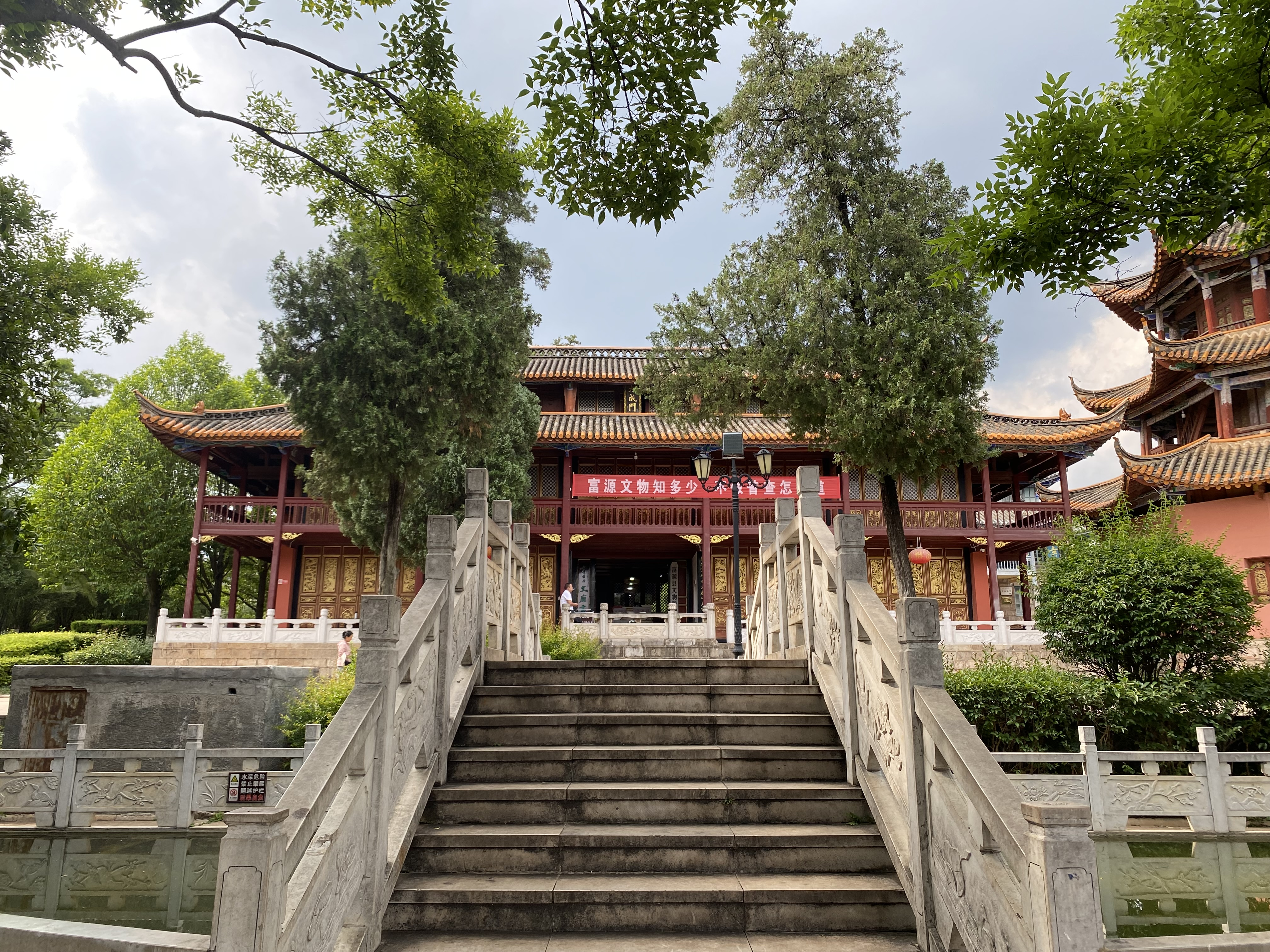
泮池、泮桥及大成门
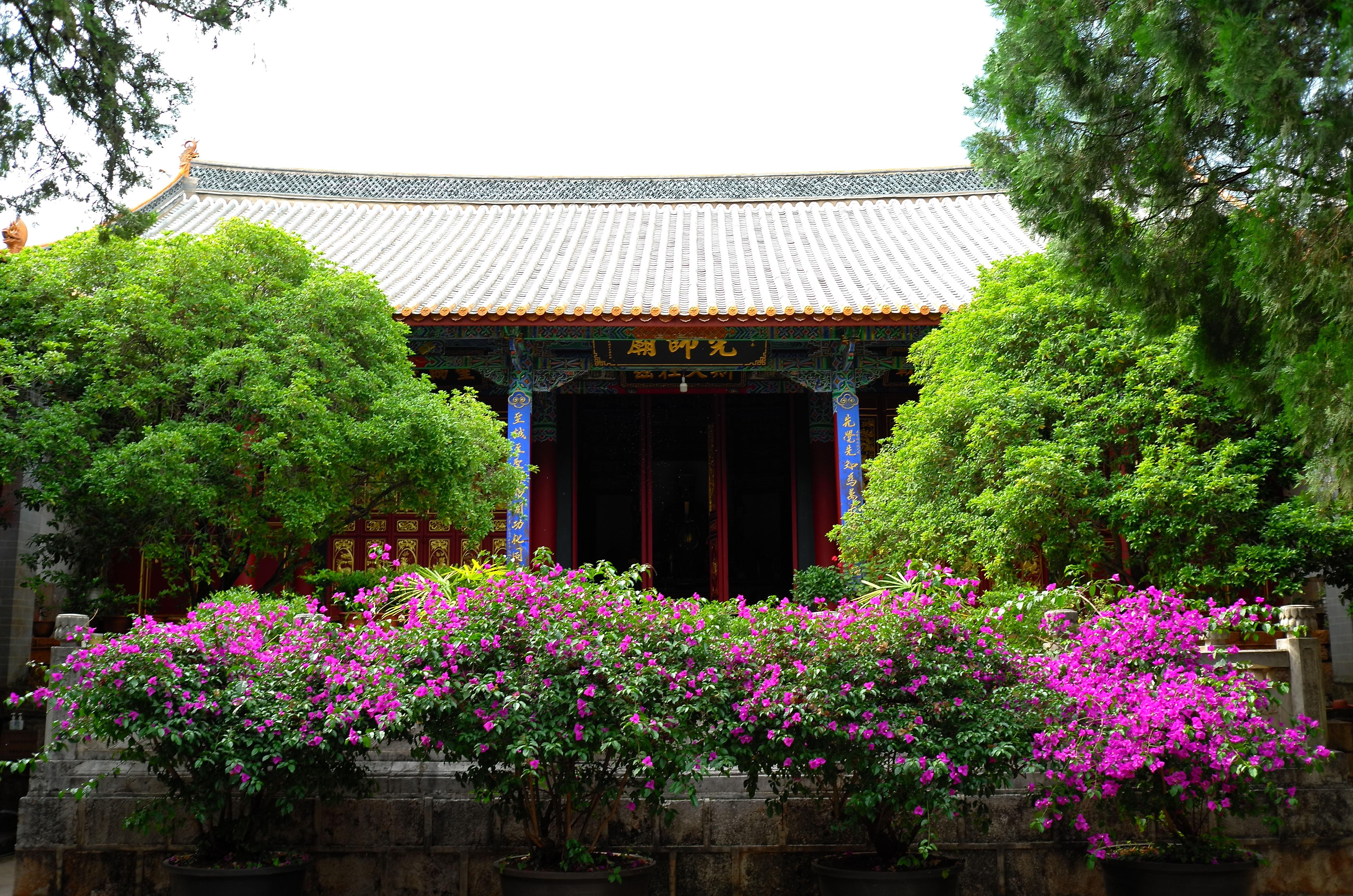
先师殿
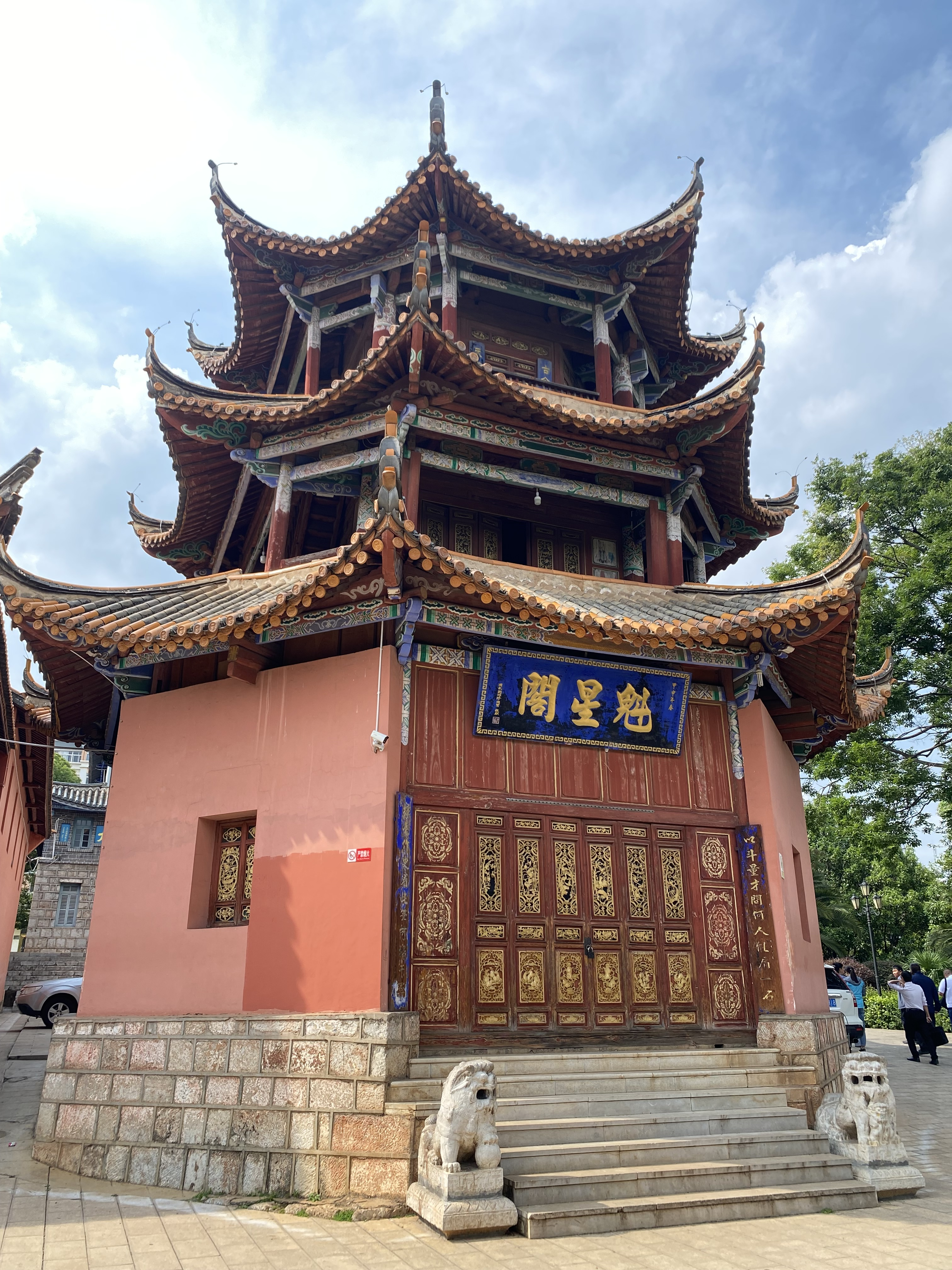
魁星阁